# 近藤浩子
近藤 浩子（こんどう ひろこ）は、日本のアニメーションの色彩設計者。
以前の名義は旧姓の山浦 浩子（やまうら ひろこ）。夫はアニメーター、映画監督の近藤喜文。息子が一人いる。

## 来歴
Aプロダクション（現：シンエイ動画）で、『ど根性ガエル』や『パンダコパンダ』などの仕上監督を務めた。
1974年、Aプロダクションの同僚である近藤喜文と結婚。1977年、長男誕生。その後もしばらくアニメーションの仕事を続けた。

## 主な参加作品

### テレビ
- 巨人の星（1968年 - 1971年）
- 新オバケのQ太郎（1971年 - 1972年）
- ルパン三世 (TV第1シリーズ)（1971年 - 1972年）
- 赤胴鈴之助（1972年 - 1973年）
- ど根性ガエル（1972年 - 1974年）
- ジャングル黒べえ（1973年）
- 荒野の少年イサム（1973年 - 1974年）
- 侍ジャイアンツ（1973年 - 1974年）
- はじめ人間ギャートルズ（1974年 - 1976年）
- ガンバの冒険（1975年）
- 元祖天才バカボン（1975年 - 1977年）
- おれは鉄兵（1977年 - 1978年）
- ルパン三世 (TV第2シリーズ)（1977年 - 1980年）
- 姿三四郎（1981年）
- 名探偵ホームズ（1984年 - 1985年）
- The Blinkins（1986年）

### 映画
- パンダコパンダ（1972年）
- パンダコパンダ 雨ふりサーカスの巻（1973年）
- 草原の子テングリ（1977年）
- ルパン三世 カリオストロの城（1979年）
- ドラえもん のび太の恐竜（1980年）
- じゃりン子チエ（1981年）
- セロ弾きのゴーシュ（1982年）
- Here Come the Littles（1985年）
- おじさん改造講座（1990年）